# Triplemanía XIV
Triplemanía XIV fue la edición número 14 de Triplemanía, evento de pago por visión de lucha libre profesional producido por la empresa mexicana Asistencia Asesoría y Administración. El evento se realizó el 18 de junio de 2006 desde el Toreo de Cuatro Caminos en Naucalpan, Estado de México.
Esta edición fue la tercera en ser realizada en el Toreo de Cuatro Caminos de Naucalpan, Estado de México, tras los Triplemanía XI y XII.

## Resultados
- La Parkita, Mascarita Sagrada y Octagoncito derrotaron a Jerrito Estrada, Mini Abismo Negro y Mini Chessman
  - Mascarita Sagrada cubrió a Mini Abismo Negro con una "Huracarrana", también al mismo tiempo La Parkita cubrió a Mini Chessman con una plancha y también Octagoncito cubrió a Jerrito Estrada con un "Paquetito"
- Tiffany con El Apache y La Diabólica con Abismo Negro derrotaron a Faby Apache con Billy Boy y a Estrellita con El Alebrije (con Cuije), en una lucha de Elimination Match, las dos parejas ganadoras tendrían una oportunidad por los Campeonato Mundial en Parejas Mixto de AAA
  - La primera pareja elimina fue Billy Boy y Faby Apache, fueron eliminados (descalificados) por un "Foul" de Billy al Apache; por pegarle a Faby
  - La segunda y última pareja eliminada fueron Alebrije (con cuije) y Estrellita, fueron eliminados tras caer Alebrije sobre una silla desde la tercera cuerda, después Abismo Negro lo cubrió
  - Después de la lucha aparecieron los actuales campeones Oriental y Cynthia Moreno, pero fueron golpeados por las parejas ganadoras: Abismo Negro con la Diabólica y el Apache con Tiffany
  - Tras estar golpeando a los campeones apareció Esther Moreno (hermana de Cynthia y Oriental) con una silla y golpeó a Cynthia y al Oriental, traicionándolos.
- Sangre Chicana, La Fiera, Mocho Cota y Pimpinela Escarlata contra Espectro, Pirata Morgan, El Brazo y Cassandro terminaron en un empate, después de que cada equipo golpeara a Pimpinela y a Cassandro, respectivamente.
  - Después de la lucha Polvo de Estrellas y May Flower salieron a ayudar a Cassandro y a Pimpinela Escarlata, pero no lo lograron y también fueron golpeados.
- La Secta Cibernética Dark Cuervo, Dark Scoria, Dark Ozz y Chessman derrotaron a la Real Fuerza Aérea Némesis, Rey Cometa, Laredo Kid y Super Fly.
  - Scoria y Ozz cubrieron a Laredo Kid tras aplicarle una "Guillotina" desde la tercera cuerda por Scoria, pero Cuervo hizo que el Hijo del Tirantes contara las tres palmadas a fuerza de él.
  - Durante la lucha Oriental y Dark Espíritu intervinieron a favor de cada equipo por la Real Fuerza Aérea y por la Secta , respectivamente.
  - También durante la lucha la Secta atacó al Hijo del Tirantes, haciendo que le saliera sangre de la frente.
  - En plena lucha Chessman hizo que Rey Cometa atravesara una mesa en llamas, con consecuencia de esto Rey Cometa salió en camilla después de la lucha.
  - Después de la lucha el Tirantes salió a ayudar a su hijo, pero ya no pudo hacer nada.
- El Angel, Octagon, Intocable y Vampiro Canadiense derrotaron a Los Guapos Shoker, Zumbido, Scorpio jr y Alan Stone.
  - El Angel cubrió con una "Casita" a Zumbido.
  - Después de la lucha los Guapos atacaron al Angel y un aficionado se subió al ring a ayudarlo, pero no lo logró ya que los Guapos lo atacaron.
  - Después de la lucha apareció JJMC en ayuda de los técnicos, ya que él tenía un pleito con Shoker.
- Charly Manson derrotó a El Zorro en un Steel Cage Match (totalmente cubierta) con Last Man Standing de apuesta Cabellera vs Cabellera.
  - Charly Manson ganó tras el Tirantes hacerle una cuenta de 10 al Zorro y no levantarse.
  - La Secta Cibernética durante la lucha intervino a favor de Charly.
  - Tras perder el Zorro perdió su cabellera.
- La Parka (con Super Porky) derrotó a la Muerte Cibernética ("Mesias") (con El Cibernético), en una lucha de apuesta Máscara vs Máscara.
  - La parka ganó después de aplicarle un "Power Bomb" sobre Muerte Cibernética.
  - Super porky intervino a favor de la Parka, haciendo creer que Muerte Cibernética ganó; ya que él contó haciéndose pasar por un réferi.
  - Cibernético y la Secta Cibernética intervino a favor de la Muerte Cibernética y los Mexican Power a favor de la Parka.
  - Como consecuencia de perder Muerte Cibernética perdió la máscara con su identidad de nombre "Ricky Banderas", originario de Puerto Rico y tenía 12 años de carrera profesional.

## Comentaristas
- Arturo Rivera "El Rudo"
- Andrés Maroñas Escobar
- Jesús Zúñiga

- Datos: Q7843576